# Фицджеральд, Август, 3-й герцог Лейнстер
Август Фредерик Фицджеральд (англ. Augustus FitzGerald, 3rd Duke of Leinster; 21 августа 1791 — 10 февраля 1874) — англо-ирландский аристократ, политик и масон, 3-й герцог Лейнстер (1804—1874). Великий магистр Великой ложи Ирландии (1813—1874). С 1791 по 1804 год носил титул учтивости — Маркиз Килдэр.
Его титулы: 3-й герцог Лейнстер (с 1804), 3-й маркиз Килдэр (с 1804), 8-й барон Оффали (с 1804), 22-й граф Килдэр (с 1804), 3-й граф Оффали (с 1804) и 3-й виконт Лейнстер из Таплоу (графство Бакингемшир) (с 1804).

## Биография
Родился 21 августа 1791 года в Картон-хаусе, резиденции герцогов Лейнстер в Мейнуте (графство Килдэр). Второй сын Уильяма Фицджеральда, 2-го герцога Лейнстера (1749—1804), и его супруги, достопочтенной Эмилии Оливии Сент-Джордж (1753—1798), дочери Сент-Джорджа Сент-Джорджа, 1-го барона Сент-Джорджа (ок. 1715—1775).
20 октября 1804 года после смерти своего отца 13-летний Август Фицджеральд стал 3-м герцогов Лейнстером, унаследовав все родовые титулы и владения.
Получил образование в колледжах Итон (Виндзор, Беркшир) и Крайст-черч (Оксфорд, Оксфордшир). В 1811—1812 годах совершил путешествие по Европе.
В 1819 году Август Фицджеральд был назначен хранителем рукописей (en:Custos rotulorum) в графстве Килдэр. С 1831 по 1874 год он занимал должность лорда-лейтенанта графства Килдэр. В мае 1831 года он был принят в Тайный Совет Ирландии, а в июне того же года стал членом Тайного Совета Соединённого королевства. В качестве Лорда Верховного Констебля Ирландии он присутствовал на коронациях короля Вильгельма IV и королевы Виктории. С 1836 по 1841 год он был комиссаром по вопросам национального образования в Ирландии.
Активно занимался делами графства Килдэр — образованием, вопросами католиков и местной администрации. На заседаниях Палаты лордов потребовал расширения в Ирландии прав для бедных. Связанный с вигами (позднее с либеральной партией) возражал против проектом партии тори по защите позиций протестантов в Ирландии.
После 1849 года герцог Лейнстер отказался от более широкого участия в политической жизни Соединенного Королевства и сконцентрировался на внутренних вопросах Ирландии, главным образом, позиции римско-католической церкви. В 1868 году он принимал принца Уэльского, который находился с визитом в Ирландии.
Скончался 10 февраля 1874 года в своём родовом имении, Картон-хаус в графстве Килдэр, в возрасте 82 лет.

## Семья
16 июня 1818 года герцог Лейнстер женился на леди Шарлотте Августе Стэнхоуп (15 февраля 1793 — 15 февраля 1859), третьей дочери Чарльза Стэнхоупа, 3-го графа Харрингтона (1753—1829), и Джейн Флеминг (1755—1824). У супругов было четверо детей:
- Чарльз Фицджеральд, 4-й герцог Лейнстер (30 марта 1819 — 10 февраля 1887)
- Лорд Джеральд Фицджеральд (6 января 1821 — 23 сентября 1886), женат с 1862 года на Энн Агнес Баркер (ум. 1913 года), один сын:
  - Эдвард Джеральд Фиджеральд (2 сентября 1863 — 5 августа 1919), женат с 1913 года на Анне Жозефине Трокмортон (род. 1870)
- Леди Джейн Сеймур Фицджеральд (1824 — 3 ноября 1898), замужем с 1848 года за Джорджем Уильямом Джоном Рептоном[англ.] (1818—1906)
- Лорд Отто Август Фицджеральд[англ.] (10 октября 1827 — 19 ноября 1882), женат с 1861 года на Урсуле Люси Грейс Бриджмен (ум. 1883), двое детей:
  - Майор Лорд Джеральд Оттон Фицджеральд (25 сентября 1862 — 20 марта 1919)
  - Ина Бланш Джорджи Фицджеральд (12 января 1864 — 6 июня 1910).

## Масонство
В 1813 году Август Фицджеральд, 3-й герцог Лейнстер, был избран великим магистром Великой ложи Ирландии, эту должность он занимал до своей смерти в 1874 году. При Фицджеральде и его заместителе, великом секретаре Джоне Фаулере (1769—1856), все масонское движение в Ирландии стало централизованным и не могло функционировать без одобрения Великой ложи.
Устав Мемфис-Мицраим Марка Бедаррида был завезен из Франции в Ирландию при великом магистре Августе Фицджеральде. Один из братьев Бедаррид посетил Ирландию в 1820 году, а к февралю 1821 года был сформирован совет из семнадцати членов обряда, в том числе: Фицджеральда, Фаулера, Дюмулена, Нормана, Митчелла, Трима и Джамара (француза, проживавшего в Дублине). Устав Мемфис-Мицраим, запрещенный правительством Франции в 1822 году, продолжал существовать в Ирландии в качестве части высшего Великого Совета обрядов (одобренного Великой ложей Ирландии), созданного 28 января 1838 года.